# Liatris gholsonii
Liatris gholsonii là một loài thực vật có hoa trong họ Cúc. Loài này được L.C.Anderson mô tả khoa học đầu tiên năm 2002.